# 강릉 수리골 고택
강릉 수리골 고택(江陵 수리골 古宅)은 대한민국 강원특별자치도 강릉시 운정동에 있는 고택이다. 1985년 1월 17일 강원특별자치도의 유형문화재 제79호 강릉 심상진 가옥(江陵 沈相振 家屋)으로 지정되었다가, 2017년 11월 17일 현재의 명칭으로 변경되었다.

## 지정 사유
경포호수에 가까이 있는 해운정과 담 하나를 사이에 두고 있는 집이다. 지은 연대를 정확히 알 수 없으나, 안채는 350∼360년, 사랑채는 250∼260년 정도 된 것으로 보인다.
ㅁ자형으로 배치되어 있으며, 대문을 중심으로 오른쪽에 ㄱ자형의 사랑채, 왼쪽에 외양간이 있다. 마당을 가운데에 두고 안채가 있는데, 사랑채와 연결되는 1칸은 비워져 통로의 역할을 하고 있다.
안채는 앞면 4칸·옆면 2칸의 겹집으로, 4개의 방을 배치하였고 안마당쪽에는 툇마루를 내었다. 왼쪽으로는 부엌과 곳간이 있어 ㄱ자 형태였으나 부엌에 이어진 부분을 지금은 방으로 수리하여 원래의 모습은 알 수 없다. 사랑채는 5칸의 규모이며, 안채와 사랑채는 여덟 팔(八)자 모양의 화려한 팔작지붕집이다.
전체적으로 단아한 집으로, 집 뒤로는 야산이 있지만 주변의 변화가 심하여 예전의 멋은 많이 없어졌다.

## 참고 자료
- 강릉 수리골 고택 - 국가유산청 국가유산포털